# پروتئین‌های شبه متوشالح
پروتئین‌های شبه متوشالح (انگلیسی: Methuselah-like proteins) گروهی از گیرنده‌های جفت‌شونده با پروتئین جی هستند که در حشرات، در فرایندهای تولید مثل و پیری نقش دارند. 
اِعمال آنتاگونیسم بر روی این گیرنده‌ها موجب افزایش طول عمر حیوانات و افزایش مقاومت‌شان به رادیکال‌های آزاد و گرسنگی می‌گردد؛ اما در عین حال قدرت تولیدمثل‌شان را کاهش داده و حساسیت به سرما را در آنها افزایش می‌دهد. البته زوال بویایی و حرکتی وابسته به سن، تغییری نخواهند کرد.
این گیرنده‌ها با خانوادهٔ گیرنده‌های سکرتین مرتبط است.
نام این پروتئین، برگرفته از متوشالح یکی از شخصیت‌های اساطیری سامی است.